# John Moshoeu
John Leshiba „Shoes” Moshoeu (ur. 18 grudnia 1965 w Soweto, zm. 21 kwietnia 2015 w Johannesburgu) – południowoafrykański piłkarz grający na pozycji pomocnika. Karierę zakończył w 2008 roku.

## Kariera sportowa
„Shoes”, jak się na niego popularnie mówiło, karierę spędził jak w dwóch krajach – w ojczyźnie i w Turcji. Grał w takich klubach jak Kaizer Chiefs, Genclerbirligi Ankara, Kocaelispor, Fenerbahçe SK, Bursaspor, ponownie Kaizer Chiefs i wreszcie AmaZulu, gdzie grał do 2008 roku.
W reprezentacji rozegrał 73 spotkania, strzelając w nich 8 goli. Brał udział w Mistrzostwach Świata 1998, gdzie rozegrał wszystkie 3 mecze.